# Princípios da Filosofia do Direito
Princípios da Filosofia do Direito (em alemão, Grundlinien der Philosophie des Rechts) é um livro de Georg Wilhelm Friedrich Hegel publicado em 1820, embora a data na folha de rosto da edição original seja de 1821.
Na sua filosofia política, Hegel tem presente a ideia de liberdade como base do Estado. Os três eixos da Filosofia do Direito (direito abstrato, moralidade e eticidade)  compõem um processo de evolução dialética tendente a conceber estruturas mais complexas, numa trajetória cujo objetivo último é a liberdade na sua plenitude conceitual.

## Conteúdo
Em Princípios da filosofia do direito, Hegel faz a mais consistente apresentação da filosofia legal, moral, social e política de Hegel e expande conceitos que haviam sido apenas brevemente abordados na Enciclopédia das ciências filosóficas (Encyclopädie der philosophischen Wissenschaften im Grundrisse), publicada em 1817 (reimpressa em 1827 e 1830). Para Hegel, a lei provê a pedra angular do Estado moderno - daí a crítica irônica que faz à Restauração da ciência do Estado, (Restauration der Staatswissenschaft), quando o autor, Karl Ludwig von Haller, afirma que a lei era mero acessório; o direito natural e a "lei do mais forte" seriam suficientes. As leis, segundo Haller, deveriam limitar-se à representação da vontade do "chefe de justiça" sobre os indivíduos, os quais teriam de obedecê-la a todo custo. Para Hegel, dessa forma, a jurisdição, em vez de ser um dever do Estado, acabaria por se converter num benefício ou auxílio dos poderosos aos mais pobres. A ausência da lei foi caracterizada por Hegel como despotismo, fosse em uma monarquia, fosse numa oclocracia.  Segundo o filósofo, na obra de Von Haller, a essência do Estado abandona o que é racional e apega-se ao contingente e arbitrário. 
A Filosofia do Direito (como é geralmente chamada a obra) começa com uma discussão do conceito de livre arbítrio e demonstra que este só pode ser entendido no complicado contexto social dos direitos e relações de propriedade, contratos, compromissos morais, vida familiar, economia, sistema legal e sistema político. Em outras palavras, uma pessoa não é verdadeiramente livre, a menos que seja participante em todos estes diferentes aspectos da vida do Estado.
A maior parte do livro é dedicada à discussão das três esferas, cada uma das quais mais ampla do que a precedente, abrangendo-a: 
- Direito abstrato
- Moralidade
- Eticidade

Cada uma delas representa um estágio do conceito de Estado e de História Universal. O direito abstrato cuida da legalidade em geral, como um estágio de preparação daquilo que deve compor um estatuto jurídico. É ainda uma previsão abstrata, representada pela máxima iguais perante a lei, onde Hegel discute a ideia de não interferência, como forma de respeito aos demais. Ao tratar do direito abstrato, na primeira parte da Filosofia do Direito, Hegel coloca a constituição da legalidade como uma instância mais rarefeita de conteúdo ou como um estágio incipiente do espírito objetivo. Para Hegel, o espírito objetivo  expressa a convergência da totalidade de consciências inerentes a um determinado grupo, parte de uma dada sociedade, dotado de elementos comuns identificadores, de modo que as instituições, os costumes, as leis e o próprio direito seriam constitutivos de  uma vontade posta além dos interesses particulares. 
Na moralidade, Hegel expõe as determinantes da vontade. Essa vontade, contudo, não conhece os limites da lei e ainda não está pronta para o viver ético, segundo o filósofo.  Nesse aspecto, Hegel não está tão distante da ideia de autonomia de Kant. A questão principal é o que é necessário para uma vontade alcançar a sua liberdade, considerando a noção essencial de liberdade como sendo "algo livre, independente e autodeterminante".
Por fim, a eticidade tem substância ética. É a integração entre a subjetividade e as noções universais de direito. Nela o sujeito é sujeito ético. Pertence ao Estado e este o reconhece como universal. A personalidade e a vontade também estão aí preservadas no sujeito e na ética do Estado.  Sobre a vida ética, Hegel se lança numa alentada discussão sobre família, sociedade civil e Estado.
Hegel também demonstra que o próprio Estado está incluído na totalidade maior da História, na qual estados individuais se erguem, conflitam uns com os outros e eventualmente caem. O curso da história segue, aparentemente, no rumo de uma sempre crescente atualização da liberdade; cada época histórica sucessiva corrige algumas falhas das precedentes, mas Hegel não parece ter deduzido – e ele admite isso – como o Estado moderno pode solucionar o problema da pobreza e da divisão da sociedade em classes, tema que seria tratado posteriormente por Karl Marx. Ao fim da sua Filosofia da História, Hegel deixa em aberto a possibilidade de que a história ainda tivesse a realizar certas tarefas relacionadas com a organização interior do Estado.